# Запорожский областной краеведческий музей
Запорожский краеведческий музей (укр. Запорізький обласний краєзнавчий музей) — областной краеведческий музей в городе Запорожье, значительный культурный и научный центр популяризации культуры, истории и этнографии Запорожского края.

## История музея
Запорожский областной краеведческий музей был основан в 1921 г. по инициативе Якова Павловича Новицкого, который стал его первым директором. В январе 1922 года для размещения музея было выделено помещение Народного дома. Новицким проводилась активная работа по созданию коллекций музея. Их составили находки Новицкого, собранные им во время археологических и этнографических разведок, вещи музейного значения, которые хранились в учебных заведениях города, архивы бывших учреждений Александровска. К середине 1922 года была определена структура фондов музея: каменный век, бронзовый век, железный век, историческая эпоха, классические древности, нумизматика. При музее был сформирован исторический архив с материалами от 1797 до 1858 гг.; научно-историческая библиотека; газетный архив (1901—1922 гг.). 15 июня 1923 была открыта первая экспозиция музея, которую за первый месяц работы посетило 166 человек. Активная деятельность музея прекращается в связи со смертью Я. П. Новицкого в мае 1925 г.
Новый этап истории музея связан с именем литератора, художника и краеведа Н. Г. Филянского, который в 1931 г. энергично взялся за создание в Запорожье музея истории Днепрогэса. Музей изначально формировался как краеведческий и после образования в 1939 г. Запорожской области получил статус областного. Активная деятельность коллектива музея позволила за короткое время собрать великолепную коллекцию, в которой хранились материалы по истории Запорожья от древнейших времен до строительства Днепрогэса и социалистического города. За время руководства Г. Г. Филянского музей был настоящим центром краеведческой и экологической работы местных исследователей. Осенью 1937 г. органы НКВД обвинили руководство музея в антисоветской контрреволюционно-террористической деятельности и разгромили краеведческое общество. Директора музея Н. Г. Филянского расстреляли, а научные сотрудники Ф. Т. Каминский и Н. С. Мушкет были репрессированы.
Во время Второй мировой войны музейные экспонаты сильно пострадали. Из довоенной коллекции сохранились лишь две пушки XVIII в.
В январе 1944 г., после освобождения края от немцев, музей возобновил деятельность сначала в Мелитополе. Там он располагался в одном помещении с местным историко-краеведческим музеем до сентября 1948 г. В июне 1949 г. музей открыл первую послевоенную экспозицию в областном центре в небольшом домике по ул. Горького, 53. Более приспособленное помещение по ул. 40 лет Советской Украины ему было предоставлено в феврале 1950 г., когда в музейной коллекции насчитывалось более 15 тыс. экспонатов.

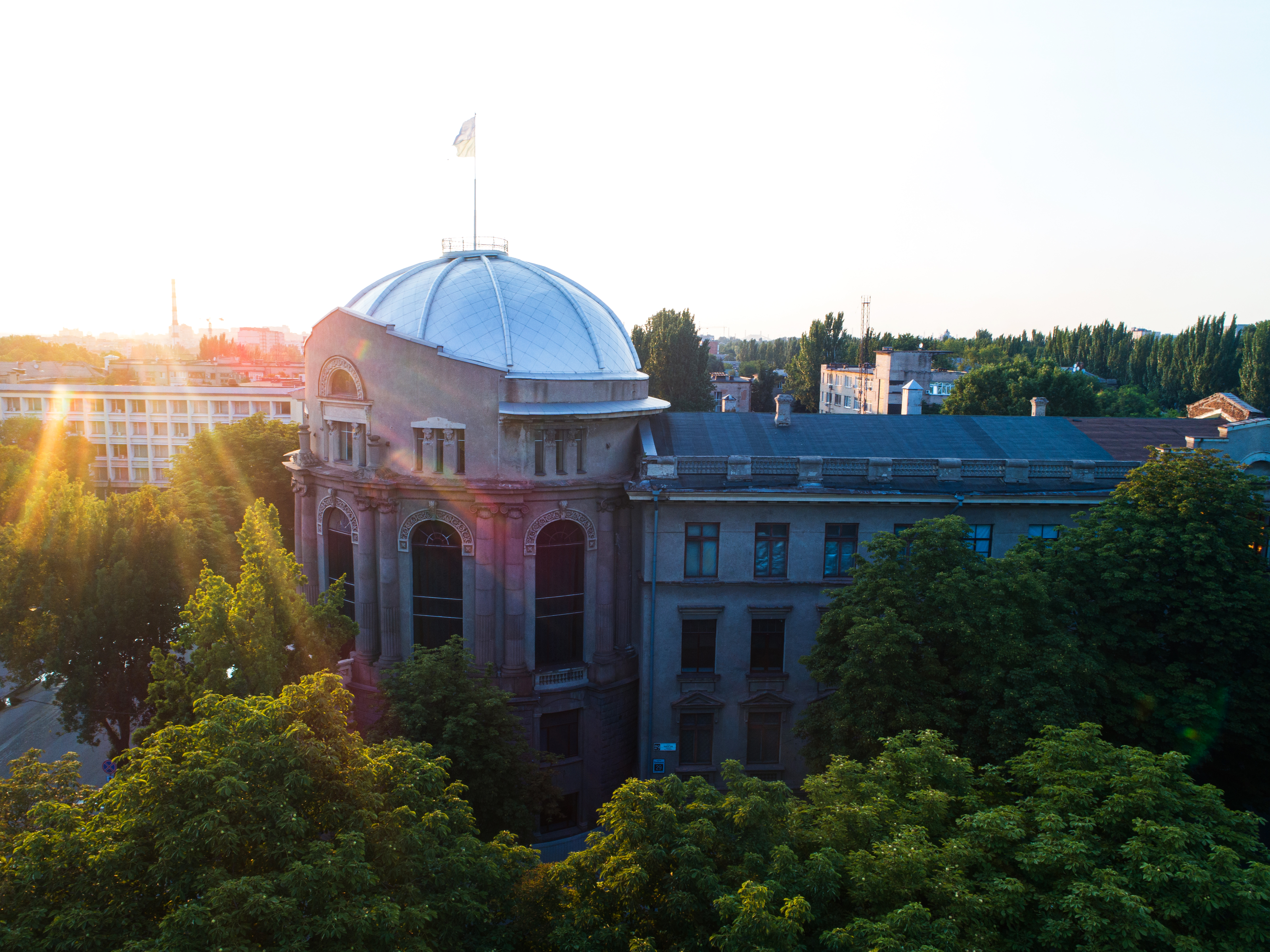
Вид со стороны Троицкой улицы.
Фото Анатолия Волкова, 2019

В 1961 г. музей переехал в двухэтажный дом на центральном проспекте в старой части города. Здесь в 1965 г. было открыто экспозицию из 22 залов природы, досоветской и советской истории края. Одной из лучших и самой большой по площади была экспозиция зала, посвященного истории запорожского казачества. Музей пользовался большой популярностью у гостей и жителей Запорожья. Посещаемость музея составляла 160 тыс. человек в 1977 году, 140 тыс. чел. в 1989 году.
В связи с тем, что в музее отсутствовали выставочный и лекционный залы, кабинеты для научной работы, помещения для фондохранилищ, гардероба и других необходимых служб, в 1977 г. власть предоставила музею новое помещение. Это было здание бывшей земской управы (построено в 1913 г.) расположенное по адресу ул. Чекистов, 29; один из красивейших архитектурных памятников Запорожья. В 1977 г. здесь было открыто первую краеведческую выставку. Однако понадобилось более 10 лет для проектирования и проведения полной реконструкции здания, с целью приспособления его для нужд музея.
В разное время в современном здании музея работали Я. П. Новицкий, Л. И. Брежнев, с балкона Земской управы с речью выступал Нестор Махно.
С 1991 года вместе с Запорожским национальным университетом музей издаёт археологический ежегодник «Древности Степного Причерноморья и Крыма».
С 2001 года музей издаёт ежегодный «Музейный вестник» (лишь единицы украинских музеев издают ежегодники). Первый номер был приурочен к 10-й годовщине независимости Украины и 80-летию краеведческого музея. В 2007 г. «Музейный вестник» внесён
ВАК Украины в перечень профессиональных изданий.

## Фонды
Собрание Запорожского краеведческого музея насчитывает свыше 110 тыс. единиц хранения.
Основная экспозиция представляет историю края с древнейших времен до настоящего, показывает его природу, жизнь и быт запорожских казаков.
Большую историческую ценность имеют археологические, этнографические, нумизматические коллекции, гербарии, старопечатные книги.
Среди коллекций: палеонтологические остатки животных неогенового и антропогенового периодов; археологические находки из Запорожского кургана; сарматские украшения; коллекции насекомых; чучела редчайших птиц; оружие и предметы быта запорожских казаков.

## Здание
Адрес музея — ул. Троицкая, 29 (ранее ул. Чекистов). Здание, в котором с 1991 г. располагается краеведческий музей было построено в 1913—1915 гг. как городская земская управа. Архитектор А.С.Словьянов. Здание является памятником архитектуры национального значения. После земской управы в здании располагались первый городской совет, штаб Южного фронта, обком партии, исполком областного совета.

## Галерея

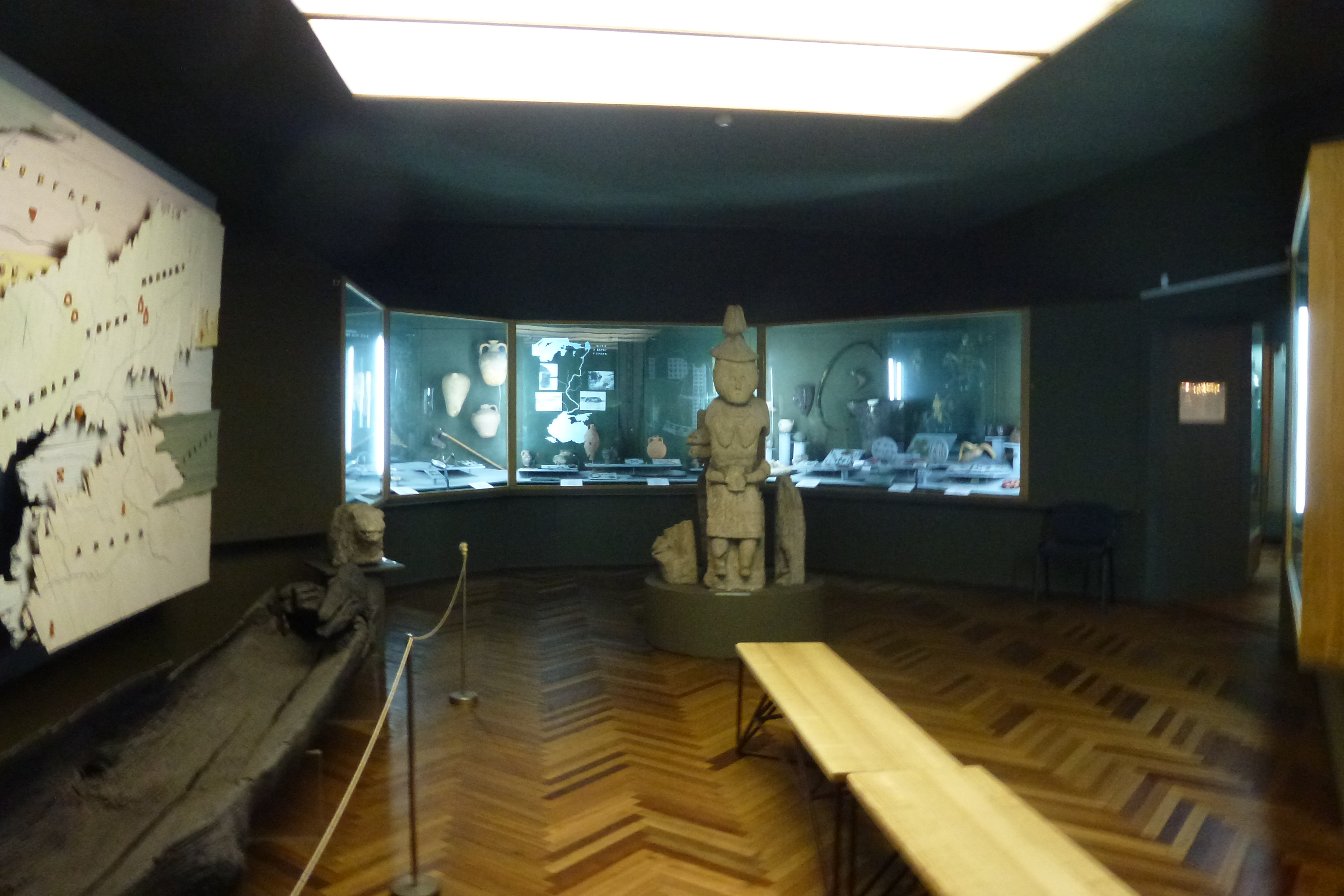
Зал археологии
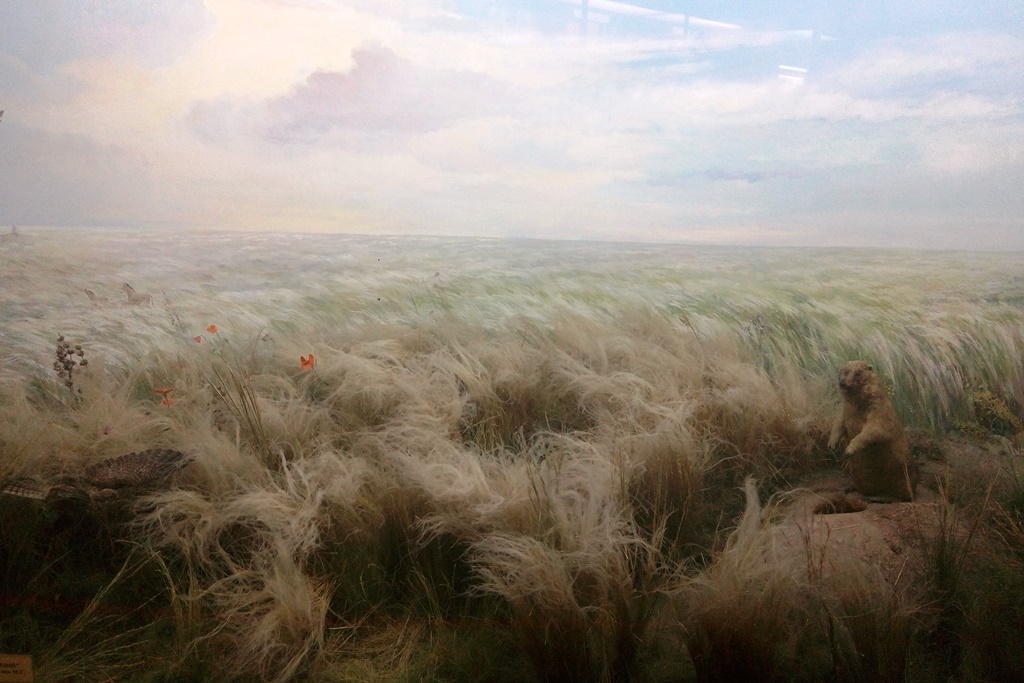
Диорама «Степь»
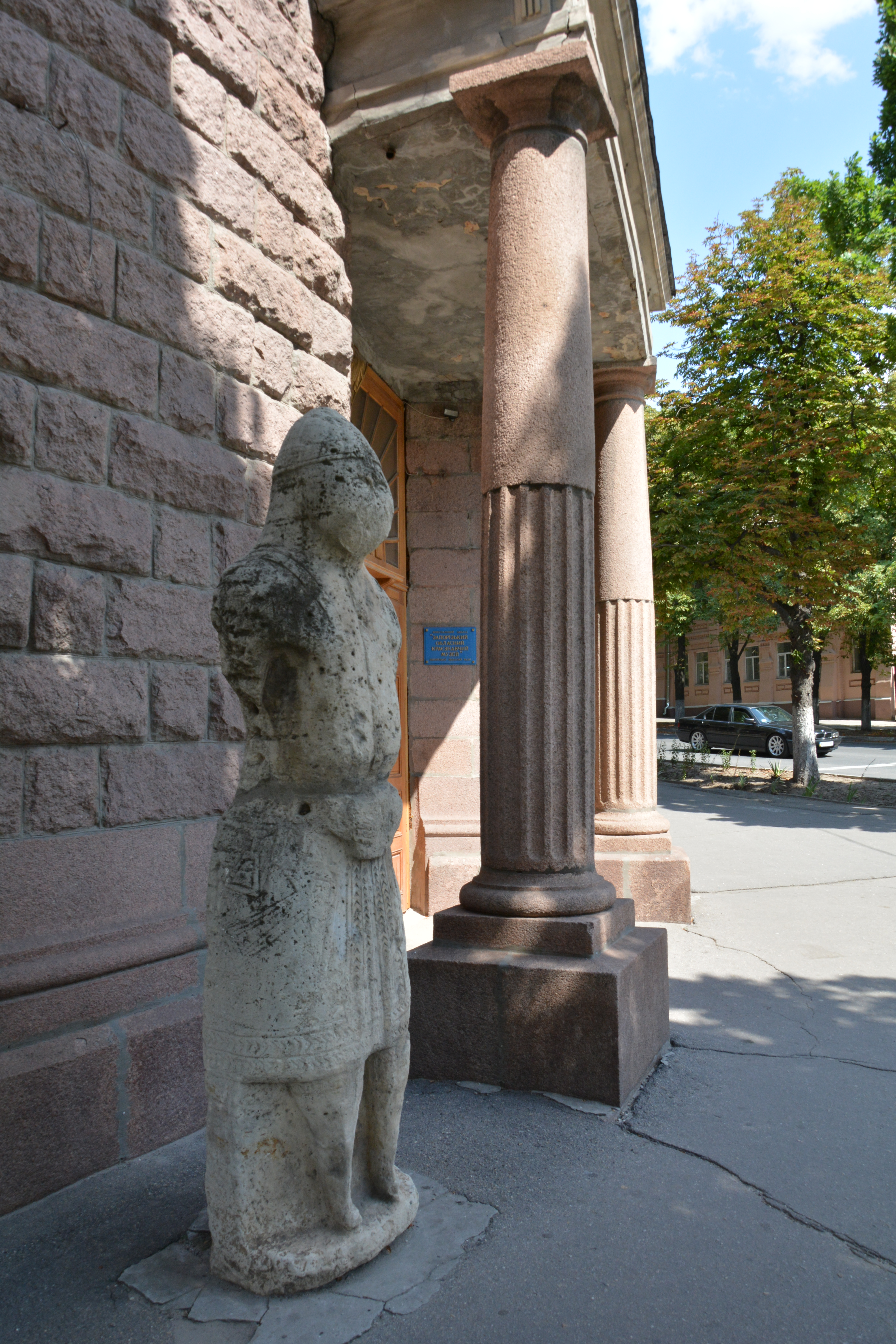
Каменная стела у входа
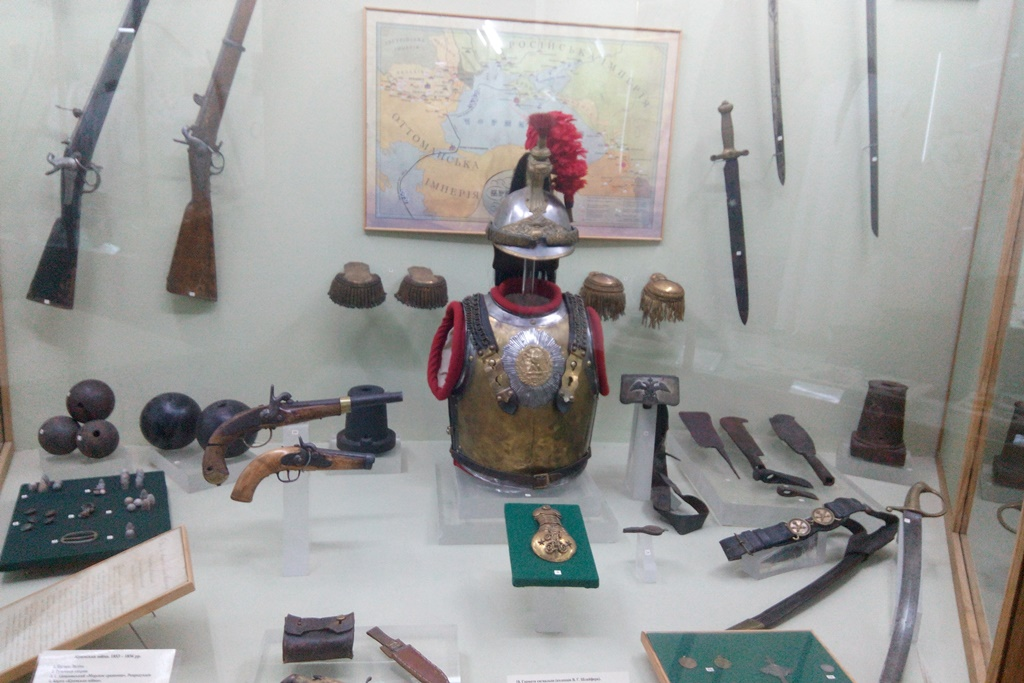
Зал XVIII века
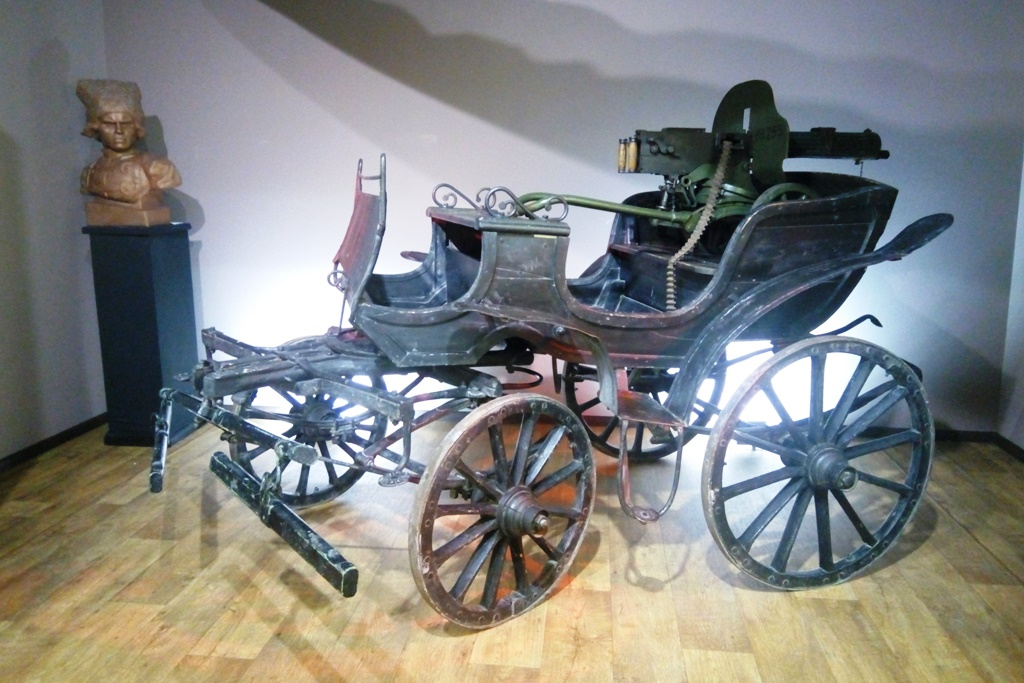
Зал «Нестор Махно и его время»